# Yusuf Tuggar

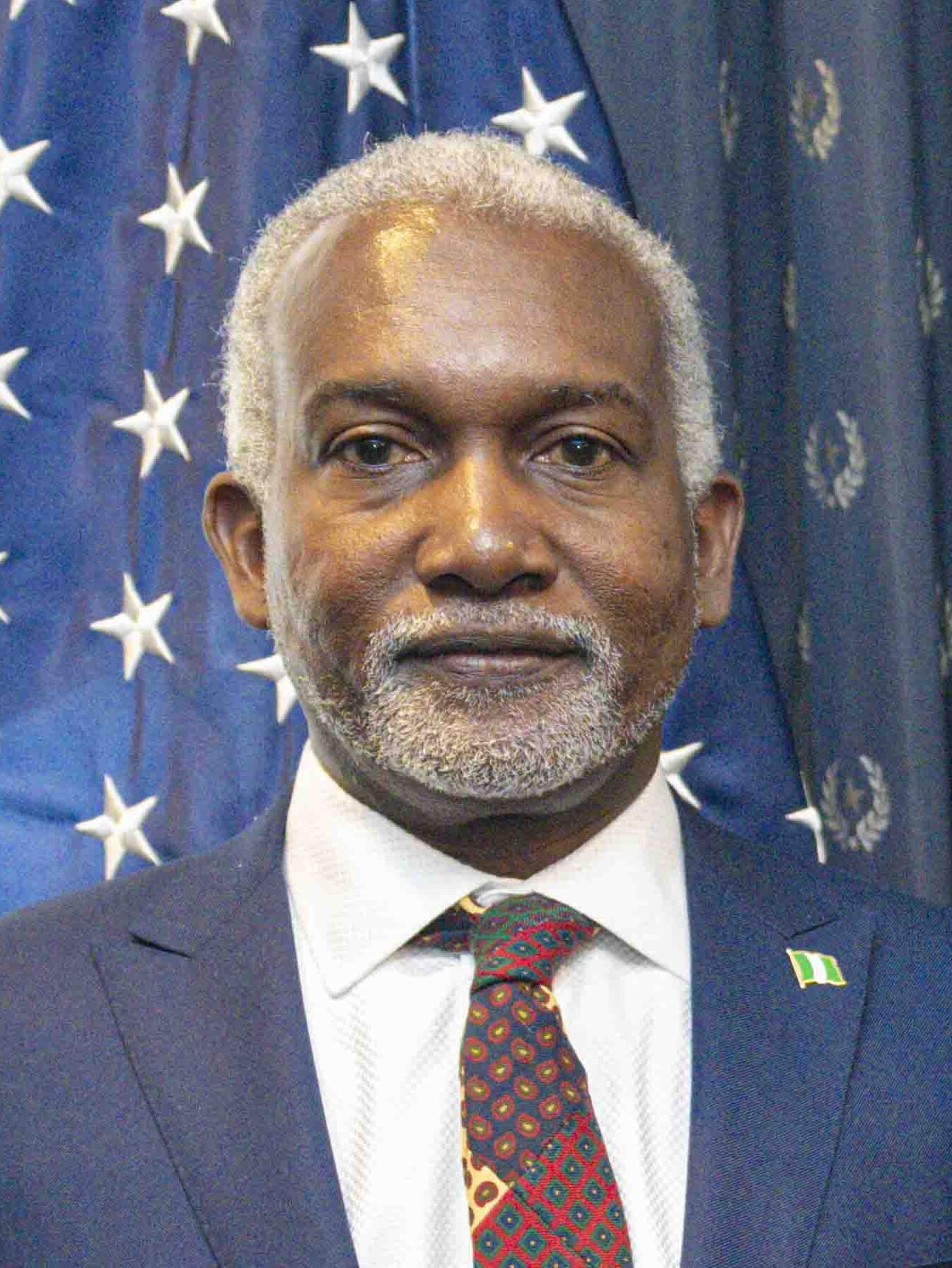
Yusuf Tuggar (2023)

Yusuf Maitama Tuggar (* 12. März 1967) ist ein nigerianischer Diplomat und Politiker, der seit dem 21. August 2023 Außenminister Nigerias ist. Von 2017 bis 2023 war er nigerianischer Botschafter in Deutschland. Zuvor war er von 2007 bis 2011 Mitglied des nigerianischen Repräsentantenhauses und kandidierte zweimal für das Amt des Gouverneurs von Bauchi.

## Laufbahn
Tuggar wurde im Bundesstaat Bauchi in eine einflussreiche muslimische Familie geboren. Sein Vater Abubakar Tuggar war während der Zweiten Nigerianischen Republik (1979–1983) Abgeordneter im Repräsentantenhaus. Sein Sohn Yusuf ging in Kano, Ilorin und in England zu Schule und erwarb 1989 einen Bachelor-Abschluss in Internationale Beziehungen an der United States International University in San Diego. Er erwarb außerdem später weitere akademische Abschlüsse an der University of Bath (2013, Master in International Security) und an der University of Cambridge (2017, Master of Studies in Internationale Beziehungen).
Nach dem Studium war Tuggar mehrere Jahre in der Privatwirtschaft tätig, er war Geschäftsführer von Nordic Oil and Gas Services, einer Energieberatungsfirma und saß im Editorial Board der Zeitung Daily Times of Nigeria. Er veröffentlichte Artikel und Essays in einer Reihe von Zeitungen und Magazinen.
Tuggar vertrat den Wahlkreis Gamawa aus dem Bundesstaat Bauchi von 2007 bis 2011 im nigerianischen Repräsentantenhaus für die All Nigeria People’s Party. Hier war er u. a. Mitglied des House Committee on Foreign Affairs. Im Jahr 2011 kandidierte Tuggar als Kandidat des Congress for Progressive Change für das Amt des Gouverneurs des Bundesstaates Bauchi und belegte den zweiten Platz, nachdem die Wahl von Betrug und Gewalt überschattet wurde. Im Jahr 2013 schloss er sich dem regierenden All Progressives Congress an und nahm an den Vorwahlen für die Gouverneurswahlen teil, wo er den dritten Platz belegte.
Im August 2017 wurde Tuggar von Präsident Muhammadu Buhari zum nigerianischen Botschafter in Deutschland ernannt. In dieser Rolle wirkte er an der Organisation des Staatsbesuchs der deutschen Bundeskanzlerin Angela Merkel in Nigeria im August 2018 mit. Im März 2020 nahm Tuggar an einem Treffen mit Siemens in Deutschland teil, bei dem es um Projekte im nigerianischen Energiesektor ging. Der Stabschef des Präsidenten, Abba Kyari, wurde positiv auf COVID-19 getestet und starb im April an der Krankheit. 2021 war Tuggar als Botschafter an der Rückgabe der Benin-Bronzen beteiligt.
Tuggar wurde 2023 aus Berlin abberufen und am 21. August als neuer Außenminister in der Regierung von Bola Tinubu vereidigt.